# Aulos (Ariège)
Aulos era una comuna francesa que estaba situada en el departamento de Ariège, de la región de Occitania, que el 1 de enero de 2019 pasó a formar parte de la comuna nueva de Aulos-Sinsat como comuna delegada.

## Geografía
Está ubicada en el valle del río Ariège, a 20 km al sur de Foix. Pertenece a la región natural de Sabarthès.

## Historia
Entre 1790 y 1794 pasó a formar parte de la comuna de Les Cabannes, y entre 1795 y 1800 fue reconstituida a partir de sus antiguos territorios.

## Demografía
| Gráfica de evolución demográfica de Aulos entre 1800 y 2016 |
|                                                             |

Los datos demográficos contemplados en este gráfico de la comuna de Aulos se han cogido de 1800 a 1999 de la página francesa EHESS/Cassini, y los demás datos de la página del INSEE.